# Hoe (tiền châu Phi)
Tiền hoe châu Phi là một hình thức tiền tệ đã trở thành một tiêu chuẩn tiền tệ ở nhiều nước châu Phi.
Các dụng cụ như cuốc, mai, Bay, dao và Giáo phục vụ với chức năng thực dụng ở nhiều nước châu Phi. Sự khan hiếm của các kim loại như sắt, đồng, đồng thau và đồng có nghĩa là chúng trở thành vật liệu giao dịch hữu ích dẫn đến việc sử dụng chúng làm tiền tệ thay thế cho đồng hoặc tờ tiên truyền thống như các quốc gia trên thế giới khác. Các vật thể làm từ các kim loại này có hình trái tim, thuổng, mái chèo, giọt nước mắt, bay, neo hoặc lưỡi kiếm, thường được chế tạo lại thành các dụng cụ khi cần thiết hoặc để phù hợp với nhu cầu.